# Osella FA1G
La Osella FA1G è una vettura da Formula 1 realizzata della Osella Corse per le stagioni 1985, 1986 ed utilizzata saltuariamente anche nel 1987.

## Tecnica
La vettura altro non era se non una evoluzione a basso budget della precedente vettura con un passo allungato e diverse sospensioni posteriori. Modificata anche l'aerodinamica posteriore con fiancate più rastremate.
Nel 1986 doveva essere sostituita dalla sua evoluzione, la FA1/H, il cui unico esemplare fu distrutto nell'incidente al via del Gran premio di Gran Bretagna  e non ne vennero costruiti altri.  Da questa la vettura ereditò le sospensioni posteriori.

## Carriera agonistica

### 1985
La vettura fu utilizzata per tutto l'anno prima da Ghinzani poi da Rothengatter. Miglior risultato un settimo posto nella gara conclusiva in Australia. 

### 1986
Originariamente l'unico esemplare di questa vettura doveva servire come auto di transizione in attesa della nuova, ma finì per essere usata quasi tutto l'anno da Ghinzani, tranne in Francia dove il pilota bergamasco guidò la nuova vettura, il cui unico esemplare andrà distrutto al gran premio successivo.

### 1987
Venne utilizzata da Caffi nella gara inaugurale in Brasile (ritirato), quindi come muletto e poi a Monza da Franco Forini nella prima di tre gare in cui venne schierata una formazione con due piloti.

## Risultati sportivi
| Anno | Team                 | Motore          | Gomme | Piloti             |  |  |    |    |     |     |    |     |     |   |    |     |    |    |     |   | Punti | Pos. |
| ---- | -------------------- | --------------- | ----- | ------------------ |  |  | -- | -- | --- | --- | -- | --- | --- | - | -- | --- | -- | -- | --- | - | ----- | ---- |
| 1985 | Osella Squadra Corse | Alfa Romeo 890T | P     | Piercarlo Ghinzani |  |  | NC | NQ | Rit | Rit | 15 | Rit |     |   |    |     |    |    |     |   | 0     | -    |
| 1985 | Osella Squadra Corse | Alfa Romeo 890T | P     | Huub Rothengatter  |  |  |    |    |     |     |    |     | Rit | 9 | NC | Rit | NC | NQ | Rit | 7 | 0     | -    |

| Anno | Team                 | Motore          | Gomme | Piloti             |     |     |     |    |     |     |     |     |     |     |     |    |     |     |     |     | Punti | Pos. |
| ---- | -------------------- | --------------- | ----- | ------------------ | --- | --- | --- | -- | --- | --- | --- | --- | --- | --- | --- | -- | --- | --- | --- | --- | ----- | ---- |
| 1986 | Osella Squadra Corse | Alfa Romeo 890T | P     | Piercarlo Ghinzani | Rit | Rit | Rit | NQ | Rit | Rit | Rit |     | Rit | Rit | Rit | 11 | Rit | Rit | Rit | Rit | 0     | -    |
| 1986 | Osella Squadra Corse | Alfa Romeo 890T | P     | Allen Berg         |     |     |     |    |     |     |     | Rit |     |     |     |    |     |     |     |     | 0     | -    |

| Anno | Team                 | Motore          | Gomme | Piloti            |     |     |  |  |  |  |  |  |  |  |     |     |    |  |  |  | Punti | Pos. |
| ---- | -------------------- | --------------- | ----- | ----------------- | --- | --- |  |  |  |  |  |  |  |  | --- | --- | -- |  |  |  | ----- | ---- |
| 1987 | Osella Squadra Corse | Alfa Romeo 890T | G     | Alex Caffi        | Rit |     |  |  |  |  |  |  |  |  |     |     |    |  |  |  | 0     | -    |
| 1987 | Osella Squadra Corse | Alfa Romeo 890T | G     | Gabriele Tarquini |     | Rit |  |  |  |  |  |  |  |  |     |     |    |  |  |  | 0     | -    |
| 1987 | Osella Squadra Corse | Alfa Romeo 890T | G     | Franco Forini     |     |     |  |  |  |  |  |  |  |  | Rit | Rit | NQ |  |  |  | 0     | -    |